# ガッツエンターテイメント
株式会社ガッツエンターテイメント（英称：GUTS ENTERTAINMENT）は、テレビ・ラジオ番組、コマーシャル、ビデオソフト、イベントの企画・制作を行う制作プロダクションである。

## 会社概要

### 所在地
- 〒107-0062 東京都港区南青山6-12-1　TTS南青山ビル3F

### 設立年月日
- 1998年（平成10年）12月28日

### 役員
- 代表取締役社長：安西義裕

### 取引先会社
- 日本テレビ放送網株式会社
- 株式会社TBSテレビ
- 株式会社フジテレビジョン
- 株式会社テレビ朝日
- 株式会社テレビ東京

...etc.

### 関連会社
- 株式会社ハイスタイル（イベント制作・デザイン制作）

## 主な所属スタッフ
- 安西義裕
- 野村哲史
- 早川多祐
- 佐藤一輝
- 廣中ゆかり
- 水上雄一朗
- 鈴木佑京
- 岡本佳和
- 藤田剛　　　ほか

## 主な作品実績

### DVD作品
- TEMPURA Vol.1～4
- KID 2004年大晦日までの180日間全記録
- ドナドナ ～なぜか悲しい物語～